# 中村充志
中村 充志（なかむら あつし）は、日本の漫画家。

## 経歴
第2回ストキン炎にて、「ニュルンベルクの川下り」でネーム部門最終候補。『赤マルジャンプ』2009SUMMERに掲載された「代打中島」でデビュー。
『週刊少年ジャンプ』2013年4・5合併号に「クロクロク」を掲載。『週刊少年ジャンプ』2013年35号から52号まで初連載「クロクロク」を連載。
『週刊少年ジャンプ』2020年2号から2021年5・6合併号まで「AGRAVITY BOYS」を連載。ジャンプGIGAに完結編掲載予定。

## 作品リスト
- 代打中島（読切、45P） - デビュー作。
- マトリトワーク（『少年ジャンプNEXT!!』2012SPRING、読切、45P）
- クロクロク
  - 読切版（『週刊少年ジャンプ』2013年4・5合併号、47P）
  - 連載版（『週刊少年ジャンプ』2013年35号 - 52号）
- ケンパトリック（『少年ジャンプNEXT!!』（集英社）2016 vol.1、読切、45P）
- ジェナダイバージョン3to1（『少年ジャンプ+』、40P）
- AGRAVITY BOYS（『週刊少年ジャンプ』2020年2号 - 2021年5・6合併号、全7巻）